# Särna socken
Särna socken ligger i Dalarna, ingår sedan 1971 i Älvdalens kommun och motsvarar från 2016 Särna distrikt.
Socknens areal är 2 234,20 kvadratkilometer, varav 2 172,80 land. År 2020 fanns här 950 invånare. Tätorten och kyrkbyn Särna med sockenkyrkan Särna kyrka ligger i socknen. 

## Administrativ historik
Särna socken har medeltida ursprung. Den låg före 1645 i Norge. Under medeltiden utbröts Idre socken. Socknen var mellan 24 december 1645 och 12 december 1651 en del av Älvdalens socken. 
Vid kommunreformen 1862 övergick socknens ansvar för de kyrkliga frågorna till Särna församling och för de borgerliga frågorna bildades tillsammans med Idre socken Särna landskommun. År 1916 avskildes Idre landskommun. Särna landskommunen uppgick 1971 i Älvdalens kommun. Församlingen uppgick 2010 i Idre-Särna församling.
1 januari 2016 inrättades distriktet Särna, med samma omfattning som församlingen hade 1999/2000.
Socknen har tillhört fögderier, tingslag och domsagor enligt vad som beskrivs i artikeln Dalarna. De indelta soldaterna tillhörde Dalregementet och Orsa kompani.

## Geografi
Särna socken ligger kring övre Österdalälven (inklusive Särnasjön) och Fuluälven. Socknen är utanför älvdalen en kuperad skogsbygd med lågfjällsbygd med vattenfallet Njupeskär och Fulufjället i väster och med höjder som i Uckuvålen når 1 082 meter över havet.
Socknen genomkorsas av riksväg 70 samt länsväg 311. Mellan 1928 och 1972 gick Limedsforsen–Särna Järnväg igenom socken.
Bland byar i socknen kan nämnas Gördalen längst i väster vid gränsen till Norge, Mörkret samt Särnaheden.

### Geografisk avgränsning
Särna socken gränsar i väster mot Engerdals samt Trysil kommuner i Innlandet fylke, Norge. Socknens västligaste punkt ligger i östra kanten av Rödalen strax väster om fjället Vithågnen (136 m ö.h.). Platsen ligger cirka 1 km söder om riksröse nr 135 A. Här möts Engerdal kommun och Idre socken samt Särna socken. 
Gränsen går mot sydost över Rösfjället (1036 m ö.h.). Efter cirka 7 km ligger, på Lissfjällets topp, Lissfjällsröset (Rr 134) (1003 m ö.h.). Här möts Engerdals och Trysils kommuner på norska sidan. Efter ytterligare drygt 4 km ligger Midskogsknallsröset (Rr 133). Här flyter vattendraget Drevjan in i Norge. Ån kommer från Drevsjön, vars utlopp ligger i Särna socken cirka 3 km uppströms riksgränsen. Gränsen fortsätter mot sydost och på Drevfjället vid Myrtuvröset (Rr 132) (993 m ö.h.), viker den skarpt mot öster och går via Kvannkällröset ner i Gördalen och passerar vattendraget Ljöran vid riksröse nr 130A. Riks- och församlingsgränsen fortsätter mot öster upp på Brattfjället och Brattfjällsröset (Rr 130) (1034 m ö.h.). Detta fjäll är en del av Fulufjället. Här viker gränsen mot sydost och går ner i Bergådalen och över Bergån, som liksom Ljöran, rinner in i Norge och ingår i Trysilälvens vattensystem. Längre mot sydost, uppe på fjället Slottshön, ligger Slottshöröset (Rr 129) (1012 m ö.h.). Även detta ligger på Fulufjället. 
Gränsen fortsätter rakt mot sydost och når Girådalsröset (Rr 128), beläget på Söhön (843 m ö.h.). Gränsen går sedan ner i Girådalen, vilken är känd för riklig förekomst av björnar. I dalen, på svenska sidan ligger i norr Girådalssätern och längre i söder Furuhögstugan. Vattendraget Girån flyter i dalens botten in i Norge och mynnar vid Ljørdal i norska älven Ljöra (fortsättningen på Ljöran). Sydost om Girådalen går riksgränsen upp över fjället Fulunäbbens västsida och vidare till riksröse 127A uppe på Västertangen (971 m ö.h.), en sydlig utlöpare av Fulufjället. Riksröse nr 127 är Västertangröset. Härifrån går gränsen vidare mot sydost och ner i Tangådalen och passerar Tangån, som också rinner in i Norge till Trysilälven via Ljöra. På Tangådalens sydsida ligger Mellanfjällsröset (Rr 126) 806 m ö.h.). Här, på Mellanfjällets nordsida, möter Särna socken Transtrands socken i Malung-Sälens kommun. Gränsen mellan de båda socknarna går från riksgränsen mot nordost och passerar Särkån ungefär vid Hägnåsens fäbodar. 
I höjd med Öjvallberget passerar gränsen Fulan, som är biflöde till Västerdalälven. Här passerar sockengränsen även länsväg 311 (Malung-Särna) samt den gamla järnvägsbanken efter Limedsforsen–Särna Järnväg. Strax viker sedan gränsen skarpt mot sydsydost. och går genom Öjsjön (443 m ö.h.) till strax norr om Kesjön. Här ligger "tresockenmötet" Särna-Transtrand-Älvdalen. Gränsen Särna-Älvdalen går mot nordväst. Cirka 1 km söder om Särnstugan passeras riksväg 70 (ca 22 km sydost Särna tätort). Gränsen går över Trängseldammen i Österdalälven och vidare mot nordväst över Granan vid Flaxvallen (gammal fäbodgrund) och upp genom Trollgravsbäck och Väster-Trollgrav naturreservat. 
Vid Trolltjärn, efter att ha rundat Brunnåsen,  viker gränsen mot nordväst och når "tresockenmötet" Särna-Älvdalen-Lillhärdal vid en punkt ca 2 km sydväst om Stor-Höktanden. Sockengränsen fortsätter mot nordväst och församlingen gränsar här mot Lillhärdals socken i Härjedalens kommun, Jämtlands län. Vid Krypkölen passeras vägen Särna - Lillhärdal. Socken- och länsgränsen går upp till Vedungfjällets västra sida. Vid Morfjället ligger "tresockenmötet" Särna-Idre-Lillhärdal. Här ligger i församlingen Morvallens raststuga. Fjället Oxvålen ligger också i Särna socken. 
Gränsen mot Idre socken löper strax söder om Stor-Uckuvålen och utgör även landskapsgräns mot Härjedalen. Vid Vinfagertjärnen viker sockengränsen dikt mot söder medan landskapsgränsen viker åt motsatta hållet. Detta innebär att en del av landskapet Härjedalen ligger i Idre socken. Gränsen mellan Särna och Idre socknar (nu helt i Dalarna) går mot söder och passerar strax öset om Vinfageråsens telemast. Vid Storabborrtjärnen viker gränsen 90 grader mot väster och passerar vattendragen Fjätan samt Foskan. Cirka 2 km väster om länsväg 311 (Särna-Tännäs) viker gränsen mot söder och kommer ut i Österdalälven vid Foskflon invid riksväg 70 mellan Idre och Särna. Sockengränsen följer älven cirka 4 km nedströms ut i Älvrosfjorden där den viker mot väster och går via Veksjökällåsen och söder om Veksjön samt söder om Lekåsens fäbodar fram till Id-Persätern, som är en gammal fäbod och nu raststuga längs södra Kungsleden. Härifrån går gränsen de återstående 8 km mot norska gränsen vid Vithågnen (se ovan).

## Fornlämningar
Cirka 50 boplatser från stenåldern och några gravar från järnåldern är funna. Dessutom har fångstgropar samt från nyare tid platser för framställning av järn påträffats.

## Namnet
Namnet (1378 Serna, Sernom) har oklar tolkning.

## Befolkningsutveckling
Folkmängden i Idre-Särna församling var 2 326 år 2010.
| Befolkningsutvecklingen i Särna socken 1810–2020 | Befolkningsutvecklingen i Särna socken 1810–2020 | Befolkningsutvecklingen i Särna socken 1810–2020 | Befolkningsutvecklingen i Särna socken 1810–2020 | Befolkningsutvecklingen i Särna socken 1810–2020 |
| --- | ------------------------------------------------ | ------------------------------------------------ | ------------------------------------------------ | ------------------------------------------------ |
| |                                                  |                                                  |                                                  |                                                  |
| År |                                                  |                                                  | Folkmängd                                        |                                                  |
| 1810 | 1810                                             |                                                  | 468                                              |                                                  |
| 1820 | 1820                                             |                                                  | 504                                              |                                                  |
| 1840 | 1840                                             |                                                  | 573                                              |                                                  |
| 1850 | 1850                                             |                                                  | 641                                              |                                                  |
| 1860 | 1860                                             |                                                  | 742                                              |                                                  |
| 1870 | 1870                                             |                                                  | 818                                              |                                                  |
| 1880 | 1880                                             |                                                  | 929                                              |                                                  |
| 1890 | 1890                                             |                                                  | 1 087                                            |                                                  |
| 1900 | 1900                                             |                                                  | 1 297                                            |                                                  |
| 1910 | 1910                                             |                                                  | 1 583                                            |                                                  |
| 1920 | 1920                                             |                                                  | 1 761                                            |                                                  |
| 1930 | 1930                                             |                                                  | 2 030                                            |                                                  |
| 1940 | 1940                                             |                                                  | 2 245                                            |                                                  |
| 1950 | 1950                                             |                                                  | 2 433                                            |                                                  |
| 1960 | 1960                                             |                                                  | 2 255                                            |                                                  |
| 1970 | 1970                                             |                                                  | 1 621                                            |                                                  |
| 1980 | 1980                                             |                                                  | 1 469                                            |                                                  |
| 1990 | 1990                                             |                                                  | 1 359                                            |                                                  |
| 2020 | 2020                                             |                                                  | 950                                              |                                                  |
| Anm: Källor: Tabellverkets arkiv, Demografiska databasen, CEDAR, Umeå universitet, Folkmängden per distrikt, landskap, landsdel eller riket efter kön. År 2015 - 2022. |                                                  |                                                  |                                                  |                                                  |